# Харт, Бет
Бет Харт (англ. Beth Hart; 24 января 1972) — американская певица, музыкант, композитор.

## Биография

### Ранние годы
Бет Харт родилась в 1972 году в городке Пасадена, что недалеко от Лос-Анджелеса, в семье, где все любили музыку — настолько, что уже с четырёх лет ребёнка усадили за фортепиано. Девочка воспринимала занятия с восторгом и видела перед собой карьеру классической пианистки и даже оперной певицы. Семейное счастье родителей Бет Харт было разрушено, когда она была ещё подростком. Её отца посадили в тюрьму, и вскоре родители развелись. Бет Харт вместе со старшей сестрой пристрастились к наркотикам. В одном из интервью певица так рассказывала об этом периоде своей жизни:
«Я сошла с катушек, уже когда мне было 11 лет, мы с сестрой безумствовали по полной. Она умерла потом от передозировки… Если бы не занятия музыкой в школе, наверно, меня бы сейчас не стало. Или я оказалась бы в тюрьме».
После окончания школы Бет Харт поступила в Высшую школу исполнительских искусств Лос-Анджелеса, где обучалась пению и игре на виолончели. В мегаполисе перед ней открывались большие возможности для реализации её таланта. Первыми попытками приобрести популярность и поклонников были выступления перед «открытыми микрофонами в клубах Лос-Анджелеса». Публика сразу её полюбила, а вот педагоги эти ночные занятия, особенно в ущерб дневным, не одобрили — и из училища Бет в конечном итоге выгнали за прогулы. Тем не менее, певицу это особо не беспокоило — она уже знала, чего хочет от жизни и как собирается добиться славы.

### Начало творческой карьеры
В 1993-м у Бет Харт уже была сплоченная команда, собственный материал и, что самое главное, менеджер. Звали его Джеффри Лей Тозер, и был он певцом и владельцем маленькой студии. Именно он посоветовал Бет принять участие в телевизионном шоу «Starsearch» («Поиск звезд»), в котором она завоевала главный приз. Однако сразу развить успех в тот момент певице не удалось. Музыкальные лейблы обходили её стороной и не спешили подписывать контракт. Поняв всю бесплодность телевизионной славы, Бет Харт вместе со своей командой музыкантов принимает кардинальное решение — уходит от своего менеджера и начинает исполнять песни прямо на улице. Музыканты расположились в городе Санта-Моника, где почти каждый день устраивали концерты для прохожих. Вскоре Бет Харт заметил известный музыкальный продюсер Дэвид Фостер, который предложил ей записать дебютный альбом на своем лейбле «143 Records».

### Дебютный альбом «Immortal», 1996
Первый альбом сразу же принес Бет Харт славу и приобрел статус мультиплатинового. Композиции из этого альбома стали хитами по обе стороны Атлантики. Бет Харт вместе со своей музыкальной группой отправляются на 9 месяцев в мировое турне: они исполняли песни в Соединённых Штатах, Дании, ЮАР. В Германии Бет Харт выступала «на разогреве» у легендарных «Scorpions». Тем не менее, творческие разногласия и ссоры преследовали музыкантов всю дорогу, и вернувшись домой они решают на какое-то время приостановить совместную деятельность. Певица так описывала свои впечатления от первого турне:
«Поездка оказалась настолько изматывающей, что нам потребовалось время, чтобы отдохнуть друг от друга. Я провела потом целых полтора года в состоянии тяжелейшей депрессии. У меня было острое чувство, что это был провал».

### Альбом «Screaming for my supper», 1999
Покинув на время группу, Бет Харт решает сменить обстановку и уезжает из родного Лос-Анджелеса в город Бирмингем, расположенный в штате Алабама. Там она отдает все своё свободное время написанию песен для нового альбома. Спустя 5 месяцев Харт возвращается в Лос-Анджелес с готовым материалом, чтобы записать второй альбом. К этому времени из состава её группы ушли все музыканты кроме бас-гитариста Тала Херцберга, с которым они вместе направились на звукозаписывающую студию «Sound Chamber», расположенную в Голливуде. Второй альбом «Screaming for my supper» получил восторженные отзывы музыкальных критиков и благосклонную реакцию публики. После записи альбома Харт захотела расширить свои творческие интересы и начала предварительную работу с режиссёром Ричардом Доннером для съемок фильма о жизни Дженис Джоплин. Однако Бет Харт отклонила предложение роли в фильме, так как посчитала, что игра в кино ей не подходит. Вскоре певица получила приглашение пройти прослушивание для участия в мюзикле о Дженис Джоплин, который назывался «С любовью, Дженис». Она с радостью ухватилась за возможность выступать на большой театральной сцене. Мюзикл «С любовью, Дженис» был восторженно встречен зрителями. На волне успеха в октябре 1999 г. Бет Харт совершает благотворительный концертный тур по Америке, целью которого является сбор средств на поддержку музыкального образования в школах и помощь молодым исполнителям и композиторам. Тем не менее, успех и слава, сопутствовавшие певице, стали причиной усугубления её алкогольной и наркотической зависимости. Впоследствии Бет Харт вспоминала:
В том году я пролежала в пяти больницах, и это не считая наркологических клиник. Всё было настолько плохо, что я помню, как мой психоаналитик посоветовал мне уйти со сцены
В 2003 году выступила в качестве бэк-вокалистки группы Deep Purple в песне «Haunted» с альбома «Bananas».

## Дискография
- 1993: Beth Hart and the Ocean of Souls
- 1996: Immortal
- 1999: Screamin' for My Supper
- 2003: Leave the Light On
- 2007: 37 Days
- 2010: My California
- 2012: Bang Bang Boom Boom
- 2015: Better Than Home
- 2016: Fire on the Floor
- 2019: War in My Mind
- 2022: A Tribute to Led Zeppelin
- 2024: You Still Got Me

Совместно с Joe Bonamassa
- 2011: Don't Explain
- 2013: Seesaw
- 2018: Black Coffee